# 皮耶韦迪博诺-普雷佐

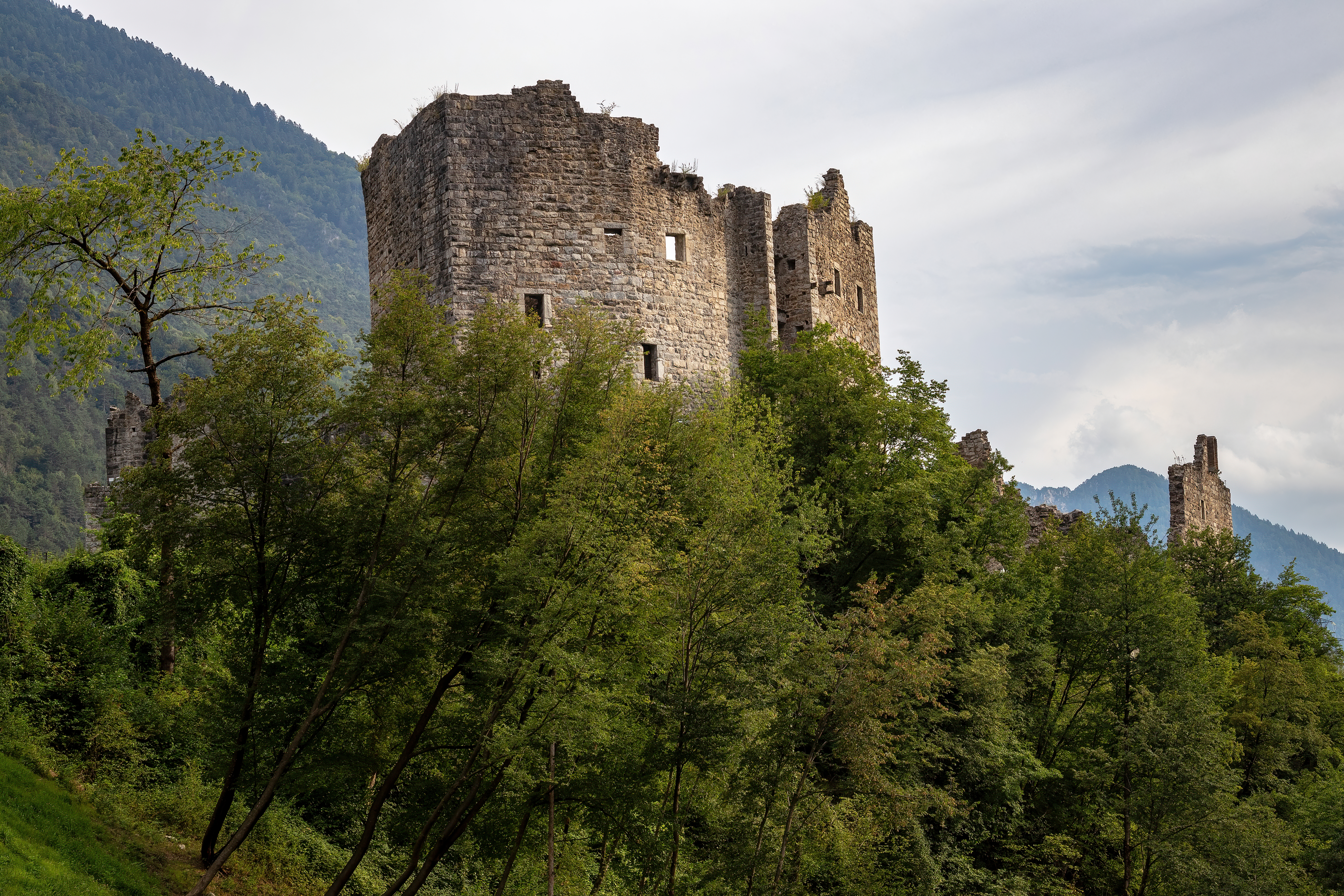
城堡遗迹

皮耶韦迪博诺-普雷佐（義大利語：Pieve di Bono-Prezzo）是意大利特伦蒂诺-上阿迪杰大区特倫托自治省的市镇，位于特伦托南边约20公里处。市镇面积为	24.68平方公里，2021年人口数量为1,431人。
该市镇设立于2016年1月1日，由皮耶韦-迪博诺和普雷佐两市镇合并而成。